# Ippolito Scalza

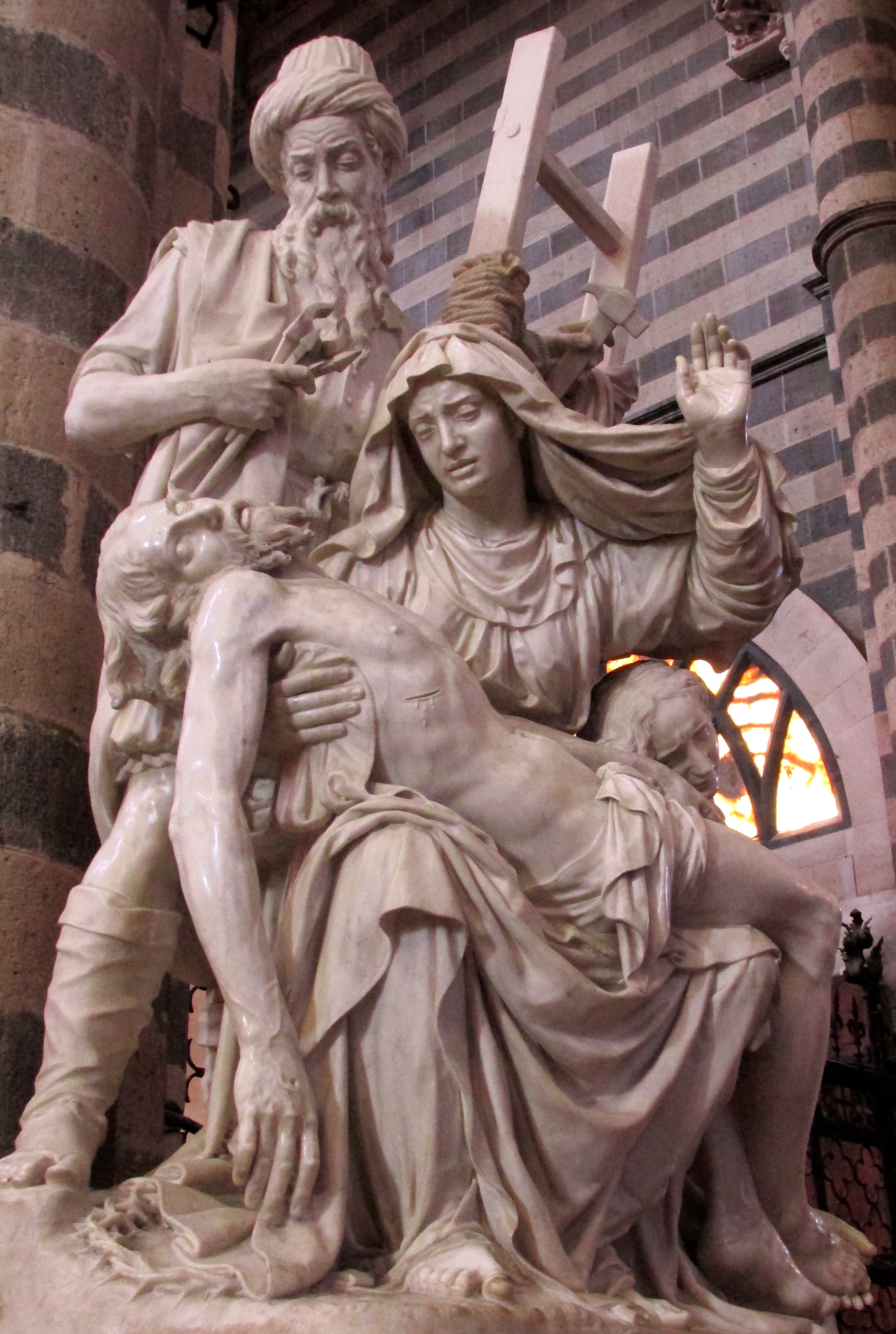
Gruppo della Pietà

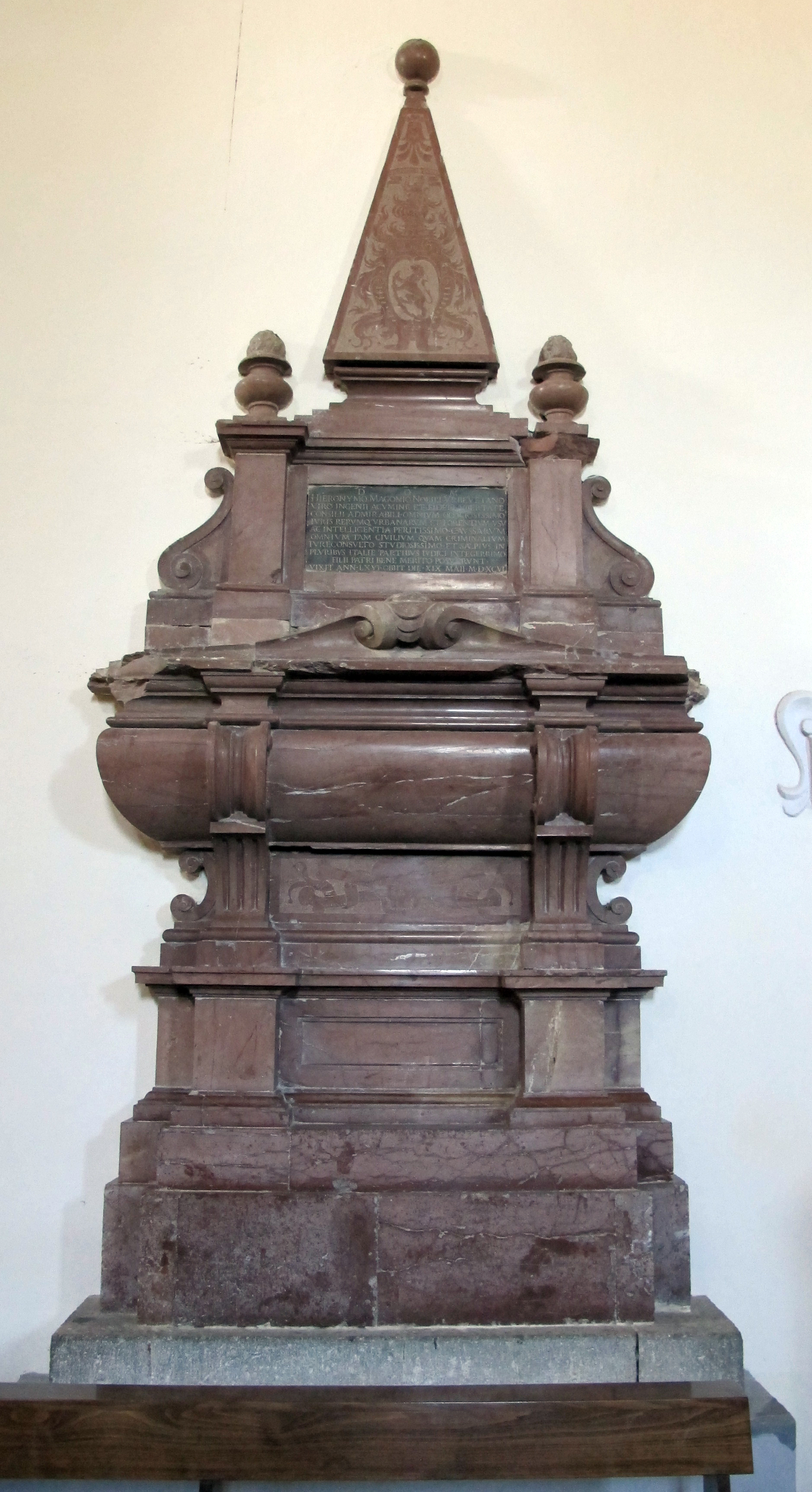
Monumento a Girolamo Magoni, Duomo di Orvieto

Ippolito Scalza (Orvieto, 1532 – Orvieto, 1617) è stato uno scultore e architetto italiano.

## Biografia
Proveniva da famiglia attiva in campo artistico; i suoi due fratelli furono anch'essi architetti, scultori e mosaicisti, si hanno sue prime effettive notizie a partire dal 1554 quando lo si trova coadiuvante di Simone Mosca e Raffaello da Montelupo, durante i lavori per il Duomo di Orvieto.
Da scultore compose il sepolcro Farratini in Amelia nel 1564.
Nel 1567 fu promosso a capomastro del Duomo di Orvieto carica che mantenne fino alla morte curando le decorazioni per le cappelle laterali, dando vita al gruppo della Pietà.
Progettò inoltre nel Duomo di Montepulciano, la chiesa del Crocifisso di Todi, la chiesa Parrocchiale di Ficulle e la chiesa Parrocchiale di Fabro.